# Kanton Guadalupe (Esmoruco)
Der Kanton Guadalupe ist ein Gemeindebezirk im Departamento Potosí im südamerikanischen Anden-Staat Bolivien.

## Lage im Nahraum
Der Cantón Guadalupe ist einer von zwei Kantonen in dem Municipio San Antonio de Esmoruco in der Provinz Sur Lípez. Er grenzt im Norden und Nordwesten an das Municipio San Pablo de Lípez, im Westen an den Kanton San Antonio de Esmoruco, im Süden und Südosten an die Republik Argentinien und im Nordosten an das Municipio Mojinete.
Der Kanton erstreckt sich zwischen etwa 21° 45' und 22° 08' südlicher Breite und 66° 15' und 66° 39' westlicher Länge, er misst von Norden nach Süden und von Westen nach Osten jeweils bis zu 30 Kilometer. In dem Kanton gibt es acht Gemeinden, der zentrale Ort ist Guadalupe im nördlichen Teil des Kantons mit 184 Einwohnern. Der Kanton liegt auf einer mittleren Höhe von 4100 m.

## Geographie
Der Kanton liegt in der Cordillera de Lípez am Südrand des bolivianischen Altiplano, das Klima der Region ist semiarid und weist ein typisches Tageszeitenklima auf.
Die Jahresdurchschnittstemperatur der Region liegt bei 8 bis 9 °C (siehe Klimadiagramm San Antonio), mit einem Monatsdurchschnittswert von etwa 4 °C im Juni/Juli und knapp 12 °C im Dezember und Januar. Der Jahresniederschlag beträgt niedrige 200 mm, wobei die Monate April bis Oktober nahezu niederschlagsfrei sind. Nur von November bis März fallen nennenswerte Niederschläge, mit einem Maximum von etwa 50 mm Monatsniederschlag im Januar.

## Bevölkerung
Die Einwohnerzahl in dem Kanton ist zwischen den letzten beiden registrierten Volkszählungen um etwa ein Viertel angestiegen, die Daten der Volkszählung 2012 liegen noch nicht vor:
| Jahr | Einwohner | Quelle           |
| ---- | --------- | ---------------- |
| 1992 | 405       | Volkszählung     |
| 2001 | 497       | Volkszählung     |
| 2012 | .         | noch keine Daten |

Die Bevölkerungsdichte des Municipio San Antonio de Esmoruco bei der Volkszählung 2001 betrug 0,7 Einwohner/km², der Anteil der städtischen Bevölkerung ist 0 Prozent. Der Anteil der unter 15-Jährigen an der Bevölkerung beträgt 48,3 Prozent.
Der Alphabetisierungsgrad bei den über 19-Jährigen beträgt 79 Prozent, und zwar 94 Prozent bei Männern und 64 Prozent bei Frauen. Wichtigste Sprache mit einem Anteil von 98 Prozent ist Quechua, 87 Prozent der Bevölkerung sprechen Spanisch. 92 Prozent der Bevölkerung sind katholisch, 6 Prozent evangelisch. (2001)
Die Lebenserwartung der Neugeborenen liegt bei 59 Jahren. 99,6 Prozent der Bevölkerung haben keinen Zugang zu Elektrizität, 92 Prozent leben ohne sanitäre Einrichtung. (2001)

## Gliederung
Der Cantón Guadalupe untergliedert sich in die folgenden drei Subkantone (vicecantones):
- Vicecantón Guadalupe – 3 Gemeinden – 184 Einwohner (Volkszählung 2001)
- Vicecantón Comunidad Ocke Orkho de Quillacas – 3 Gemeinden – 122 Einwohner
- Vicecantón Comunidad Río Seco – 2 Gemeinden – 191 Einwohner